# Rosenheim
Neovisni grad Rosenheim (srednjebavarski: Rousnam) smješten je u upravnom području Gornje Bavarske na samom jugoistoku Njemačke, na zapadnoj obali rijeke Inn. Treći je najveći grad Gornje Bavarske s 61.000 stanovnika i jedno od 23 bavarskih administrativna središta.

## Zemljopis
U samom gradu živi malo više od 60.000 stanovnika, dok s okolicom broj raste do 125.000. Rosenheim je smješten u gornjobavarskom Salzkammergutu na 450 metara nadmorske visine i proteže se na površini od 37 četvornih kilometara. Od glavnog grada Bavarske Münchena udaljen je 52 kilometra u smjeru jugoistoka. Dio je željezničkih pruga München-Rosenheim, München-Innsbruck i Rosenheim-Salzburg, koja omogućuje izravno povezivanje s Austrijom.
Rosenheimski krajobraz oblikovan je tijekom posljednjeg ledenog doba tijekom tzv. Innskog glacijala, u kojem je oblikovano i Rosenheimsko jezero, koje je postojalo 10.000 godina na cjelokupnom području doline rijeke Inn i područje današnjeg grada Wasserburg na Innu, udaljenog 25 sjeverno kilometara od Rosenheima.
Susjedne općine
| Großkarolinenfeld | Schechen        |                 |
| Kolbermoor        | Susjedne općine | Stephanskirchen |
|                   | Raubling        | Rohrdorf        |

## Povijest
Povijest grada Rosenheima seže u vrijeme Rimskog Carstva, otkada se javljaju prvi zapisi kao temelj za znanstveno i stručno proučavanje njegove povijesti temeljeno na povijesnim izvorima. Ne postoje arheološki pronalasci o naseljenosti prije Rimljana.

### Pons Aeni
Osnivanje prvih ljudskih naseobnia na području Rosenheima vezano je uz područje doline rijeke Inn, poznate i kao Inntal. Pod vodstvom Nerona Klaudija Druza i Tiberija Rimljani su naselili ovo područje oko 15. pr. Kr. Istočno od rijeke Inn protezala se pokrajina Norik (Norricum), a zapadno Recija (Raetium). Rimski naseljenici izgradili su cestu preko Brennerskog prijevoja do Regensburga, tadašnje Castre Regine, i jednu u smjeru istok-zapad između Salzburga (Iuvavuma) i Augsburga (Augusta Vindelicorum), koje su pridonijele razvoju prometa i trgovinske razmjene.
Zbog velike važnosti ovih dviju trgovačkih putova, područje njihova protezanja bilo je zaštićenom vojnim utvrđenjem naziva Pons Aeni, dok su rjeđe koristili izrazi Ponte Aoni i Ad enum. Njegovu važnost potvrđuje smještanje na zemljovid Tabula Peutingeriana s ucrtanim najvažnijim rimskim cestama. Ime "Pons Aeni" kasnije je uklopljeno u imena obližnjih naselja poput "Pfunzena".

### Podrijetlo naziva
Podrijetlo nazivlja Rosenheima nije potpuno razjašnjeno. Ime "Rosenheim" prvi put spominje se u zapisima iz 1234. godine o Dovrcu Rosenheim na istočnoj obali rijeke Inn. Zbog toga se smatra da ime Rosenheim dolazi od motiva ruže na grbu grofa Halla koji je dao izgraditi dvorac. Prema drugoj teoriji ime dolazi od izraza Rössern koji je bio vezan uz riječni promet preko Inna i njegovo prometno premošćivanje u srednjem vijeku.
Uključene mogućnosti su i Roas, Roze ili Ried, izraze koji označavaju močvaru ili baru, poplavna područja s brojnom vegetacijom učestalih u okolici grada, posebno u obližnjem okrugu Kolbermoor. U mjesnom govoru, riječ Rose (ruža) značila je "lijepa djevojka".

## Vanjske poveznice
Ostali projekti
|  | Zajednički poslužitelj ima još gradiva o temi Rosenheim |

 Vodič: Rosenheim na Wikivoyageu
Mrežna mjesta
- Službene stranice grada (njem.)
- Službene stranice Gradskog arhiva u Rosenheimu  Arhivirana inačica izvorne stranice od 15. studenoga 2017. (Wayback Machine) (njem.)
- Literatura o Rosenheimu (njem.) na stranicama Nacionalne knjižnice Njemačke